# Masaccio
Tommaso di Ser Giovanni di Simone Cassai numit Masaccio (n. 21 decembrie 1401, San Giovanni Valdarno, Toscana, Italia – d. 1428, Roma, Statele Papale) a fost un pictor italian, precursorul Renașterii în pictură. "Deoarece anticii nu au lăsat în urma lor nimic în privința clarobscurului, culorilor și perspectivei, Masaccio este mai mult creatorul decât inovatorul picturii" (Stendhal, 1817). Masaccio este poate singurul artist, care a păstrat o poreclă aparent disprețuitoare, peiorativul numelui de Tommaso, cu care s-a făcut celebru în istoria artei. "Toată lumea îl chema Masaccio, nu pentru că ar fi fost plin de defecte, fiind de o bunătate naturală...dar era deosebit de distrat și de stângaci, o persoană a cărei minte și voință se îndreptau către artă, fiind prea puțin preocupat de sine." (Giorgio Vasari, 1568).

## Viața și Opera
Tatăl lui Masaccio, Nanni di Simone Cassai, terminase studiul dreptului și era notar, revenindu-i astfel titlul de Ser Giovanni, moare în anul 1406. În același an, văduva sa, Monna Jacopa, naște un al doilea fiu, care - asemenea fratelui său mai mare - va deveni și el pictor, fiind cunoscut sub numele de Lo Scheggia. Masaccio sosește la Florența în perioada de înflorire economică și culturală a orașului, în zorii Renașterii. În toate domeniile artei idealul clasic devine izvorul de inspirație. Nu știm de la cine a învățat să picteze, dar evoluția personalității sale creatoare a fost influențată incontestabil de mediul artistic florentin, în mod deosebit de doi artiști de seamă, arhitectul Filippo Brunelleschi și sculptorul Donatello, de care a fost legat, dincolo de prietenie, și prin interesul comun pentru controversele artistice ale epocii.

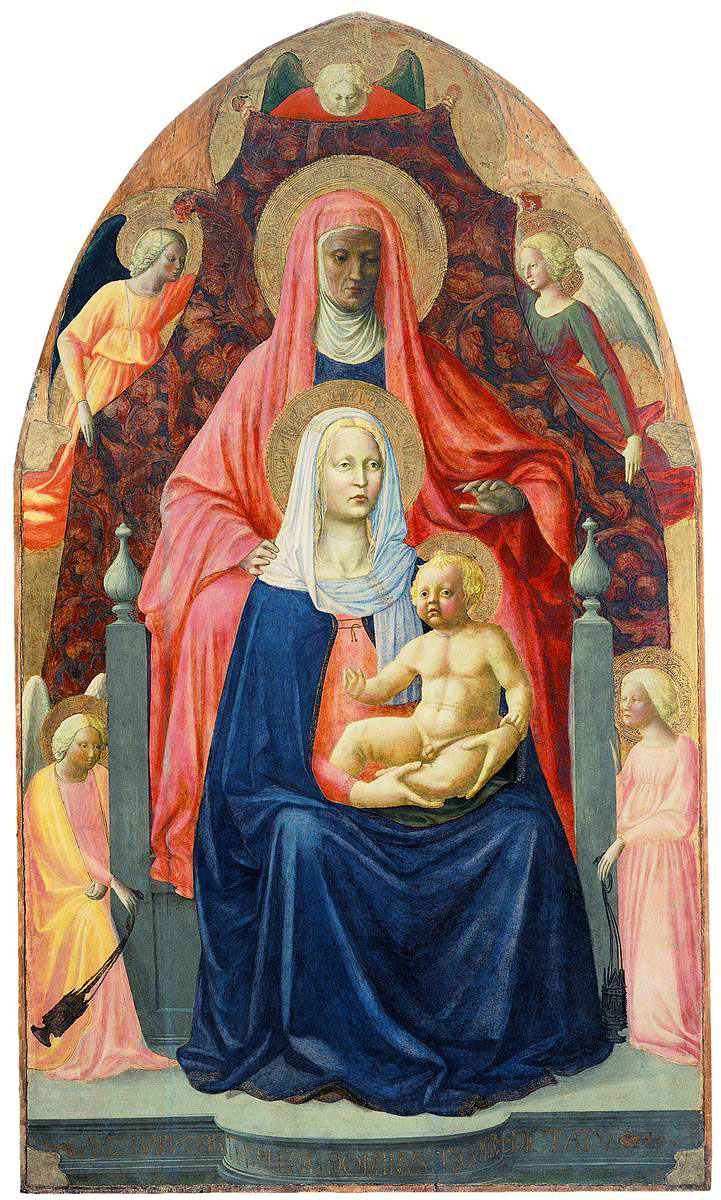
Masaccio: Madona cu pruncul și Sfânta Ana (Sant'Anna Metterza), 1424-1425 - Galleria degli Uffizi, Florența

În anul 1422, Masaccio este înregistrat în breasla medicilor și farmaciștilor, în care erau incluși și pictorii. Au dreptul de afi admiși în breaslă doar cei care au realizat ceva în domeniul picturii și care pot plăti taxa de înscriere.
În această perioadă Masaccio începe să lucreze pentru Masolino di Panicale la polipticul pentru Biserica Santa Maria Maggiore, prima sa operă cunoscută. Făcând o călătorie în Ungaria în anul 1425, Masolino îl lasă pe Masaccio ca locțiitor al său cu drepturi depline. În anul 1424, Masaccio devine membru al asociației "Sfântul Luca", fondată în 1350, care reunea pictorii din Florența. În tabloul întitulat Madona cu pruncul și Sfânta Ana, realizat în tempera pe lemn, experții recunosc atât stilul lui Masaccio, cât și pe cel al lui Masolino, fiind rezultat al muncii lor comune, contribuția lui Masaccio ar fi Madona cu pruncul și îngerul în veșminte verzi, iar celelalte personaje îi aparțin lui Masolino.
În februarie 1426, Giuliano di Colino Degli Scarsi, notarul din San Giusto, comandă lui Masaccio un poliptic pentru capela bisericii Santa Maria del Carmine din Pisa. Masaccio a pictat cu siguranță acest altar cu întreruperi, căci în perioada respectivă era ocupat cu frescele din capela Brancacci. Până acum au fost descoperite 11 tablouri ale polipticului și se găsesc răspândite la diferite muzee. În aceste opere se poate vedea influența lui Donatello, care în această perioadă lucrează tot la Pisa.

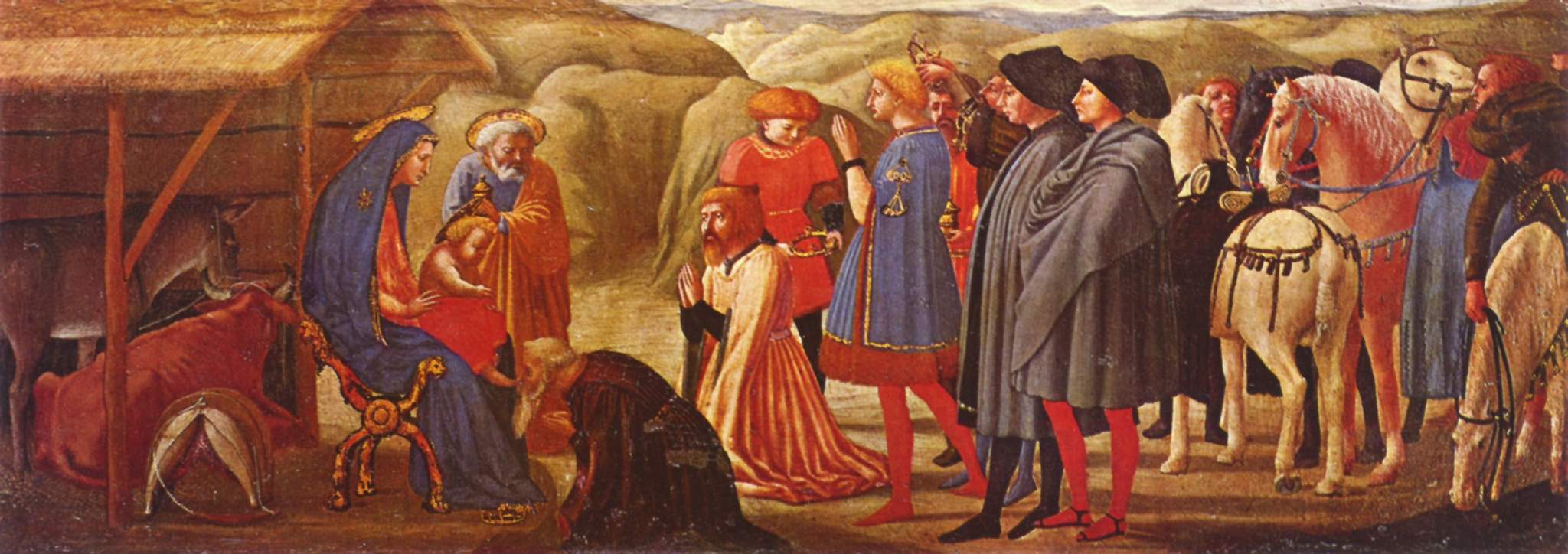
Masaccio: Adorația magilor, detaliu din Polipticul din Pisa. În prezent în Gemäldegalerie, Berlin

La sfârșitul anului 1424 Masolino primește comanda pentru a decora cu fresce capela familiei Brancacci din biserica Santa Maria del Carmine din Florența. Masaccio i se alătură, însă nu în calitate de calfă, ci ca partener de același rang. În acest timp Masaccio este confruntat cu probleme financiare. În august 1426, este convocat în fața scaunului judecătoresc al negustorilor în legătură cu datoriile sale. Reușește să-și plătească datoria doar parțial. Având nevoie de bani, acceptă în anul 1427 o comandă pentru decorarea Bisericii San Clemente din Roma. Nu reușește însă să termine lucrarea, deoarece în iunie 1428 Masaccio moare subit, în vârstă de numai 27 de ani. Cauza morții sale nu ne este cunoscută.

Declarația artistică supremă a lui Masaccio este remarcabila frescă a Sfintei Treimi, din Santa Maria Novella. Sintetizare a artei, devoțiunii și științei renascentiste, aceasta tinde să exprime misterul credinței și perfecțiunea lui Dumnezeu prin intermediul formelor armonioase ale arhitecturii, al
perspectivei clasice și al demnității corpului uman. Sub altarul pictat, un schelet slujește drept memento mori pentru privitor, cu inscripția: ,,Am fost odinioară cum ești tu, iar ceea ce sunt eu vei ajunge și tu". La aflarea veștii morții subite a lui Masaccio, se spune că Brunelleschi a zis: ,,Am suferit cu toții o mare pierdere".

### Frescele din capela Brancacci
La începutul anului 1424, Felice di Piuvechese Brancacci comandă lui Masolino și lui Masaccio un ciclu de fresce pentru decorarea capelei din biserica Santa Maria del Carmine din Florența. Artiștii încep lucrul probabil la sfârșitul anului 1424, aceste opere aduc o schimbare în istoria picturii, reprezentând începutul Renașterii.
Peretele stâng
Peretele stâng, partea de sus
Peretele stâng, partea de jos
Peretele drept
Peretele drept, partea de sus
Peretele drept, partea de jos
O parte din fresce au fost pictate separat de către cei doi artiști, o altă parte împreună, astfel că experții nu cad totdeauna de acord în ceea ce privește autorul diferitelor fragmente, mai ales că Masaccio a murit în 1428 în timpul lucrărilor. Decorarea capelei este terminată în anii optzeci de către Filippino Lippi, care a făcut câteva modificări și pe frescele deja terminate. Potrivit părerilor unanim acceptate, Masaccio a pictat Alungarea din Paradis și scenele din viața Sfântului Petru: Tributul, Sf. Petru tămăduind cu umbra sa, Moartea lui Anania. Învierea fiului lui Teofil și Sfântul Petru întronat este pictată de Masaccio și terminată de Filippino Lippi.
Ciclul de fresce ale lui Masaccio, din Capela Brancacci din Florența, marchează o etapă-cheie în dezvoltarea Renașterii. Artiștii care lucrau în stilul gotic internațional redaseră scenele religioase într-o manieră decorativă sau simbolică, fără vreo încercare de a înfățișa personaje veridice, tridimensionale, pe un fundal naturalist. Inovațiile lui Masaccio au scos în evidență caracterul profund tragic al temei și au deschis drumul pentru realizările marilor maeștri renascentiști.

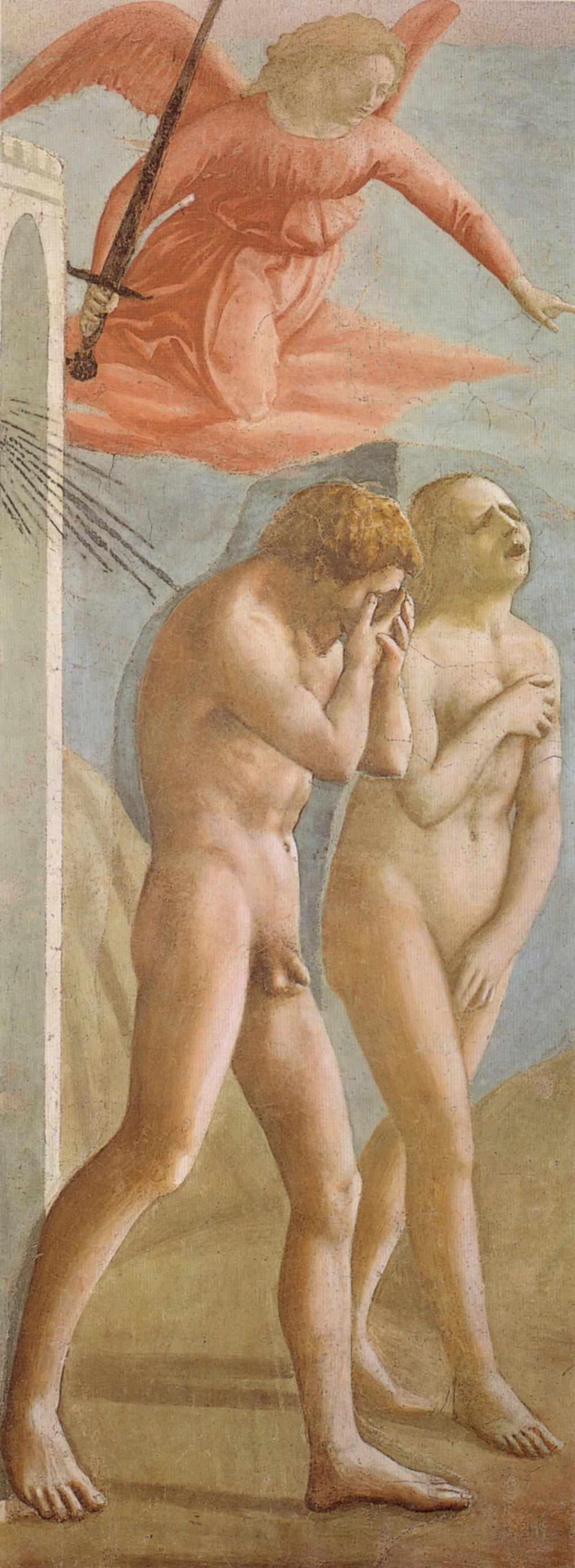
Masaccio: Alungarea din Paradis - Capela "Brancacci"

Alungarea din Paradis este una din cele mai mari opere ale lui Masaccio. Această frescă a avut o influență deosebită asupra lui Michelangelo și Rafael, care vor picta și ei această scenă. Adam și Eva - personajele principale ale picturii - sunt primele nuduri renascentiste. Pictorul folosește cu îndrăzneală efectele de lumină și umbră, redând trupurile sculptural, asemenea artei clasice. Realismul impresionant apropie pictura lui Masaccio de statuile de profeți sculptate în aceeași perioadă de Donatello.

### Influența lui Masaccio
Masaccio a murit tânăr, dar opera sa exercită încă din timpul vieții sale o influență uriașă asupra artiștilor nu numai în Toscana, ci în toată Italia. Soluțiile inovatoare ale maestrului florentin încep să fie utilizate în scurt timp. Frescele capelei Brancacci îi inspiră printre alții pe Fra Angelico, Piero della Francesca și pe Fra Filippo Lippi. Filippo Lippi este călugăr carmelit și are posibilitatea să-l urmărească pe Masaccio în timp ce acesta lucrează. În curând părăsește viața monahlă și devine pictor. Fiul său, Filippino Lippi, își asumă responsabilitatea finalizării frescelor din capela Brancacci după moarte lui Masaccio. În timpul pictării Capelei Sixtine și Michelangelo a fructificat rezultatele creației lui Masaccio.

## Citat
- „Renascentismul ridicat împotriva goticului pe cale de a fi înfrânt, a pretins încă din timpul primei ofensive perfecțiunea absolută”. (John Ruskin, 1900)